# ロジャー・シャーマン・ホアー
ロジャー・シャーマン・ホアー（Roger Sherman Hoar、1887年4月8日 - 1963年）はアメリカ合衆国マサチューセッツ州の政治家、小説家。司法長官補佐も務め、またラルフ・ミルン・ファーリィ (Ralph Milne Farley) のペンネームでいくつものSF小説も執筆した。

## 概要
ロジャー・シャーマン・ホアーはニュー・イングランドの名家に連なり、シャーマン・ホアーの息子、元アメリカ合衆国司法長官エベニーザー・ロックウッド・ホアーの孫、合衆国建国の立役者の一人であるロジャー・シャーマンの玄孫として生まれた。ハーバード大学で教育を受け、雇用者失業者手当法の制定に反対する主流派に属し、また Commission to Compile Information & Data の一員でもあった。数学や工学の指導を行い、大砲の照準を星々へ向けるシステムの特許を取得し、合衆国憲法や特許法に関する重要な著書を記した。
ホアーはラルフ・ミルン・ファーリィのペンネームを使い、SF小説の執筆も行った。大戦中には『アーゴシー』誌を始め、『ウィアード・テイルズ』、True Gang Life 誌、『アメージング・ストーリーズ』などパルプ・マガジンに多くの作品を発表し、また The American Mercury 誌、『サイエンティフィック・アメリカン』やSFファンジンにおいて幾つかのエッセーを掲載した。
金星を舞台としたThe Radio Man シリーズをはじめ、彼の作品は親しい友人でもあった作家エドガー・ライス・バローズの伝統を汲み、冒険譚を主としている。短編集 The Omnibus of Time や短編「快楽の館」(The House of Ecstasy 1934) など、今日のタイムパラドックス・テーマの原型とも言える作品を残し、『ウィアード・テイルズ』 (1938-4) での初出以来、増版を重ねている。
日本語には、「液体インベーダー」（Liquid Life）や上記「快楽の館」など、ファーリィ名義での中短編が何作か翻訳されている。

## 作品

### ロジャー・シャーマン・ホアー名義
- The Tariff Manual. (1912) - 私家版
- Constitutional Conventions: Their Nature, Powers, and Limitations. (1917)
- Patents: What a Business Executive Should Know About Patents. (1926) - 改訂版 Patent Tactics and Law (1935, 1950)
- Conditional Sales: Law and Local Practices for Executive and Lawyer. - (1929, 改訂版 1937)
- Unemployment Insurance in Wisconsin. (1932, 1934)

### ラルフ・ミルン・ファーリィ名義

#### Radio Manシリーズ
- The Radio Man (1948)
- The Radio Beasts (1964)
- The Radio Planet (1964)
- The Radio Minds (2005)

#### 長編
- The Immortals (1947)
- The Hidden Universe (1950)
- Tong War (2002) - E・ホフマン・プライスへ捧げられた
- Pe-Ra, Daughter of the Sun (2005) - ノヴェラ
- The Golden City (2006)
- The Radio War (2006)
- The Radio Menace (2008)

#### 短編集
- Dangerous Love (1946)
- The Omnibus of Time (1950)
- Strange Worlds (1953) - The Radio Man, The Hidden Universe を含む
- The Ralph Milne Farley Collection Book 1, 2 (2005)